# Bisidder
En bisidder er en person, der er med til en anden persons møde med det offentlige, en læge eller andre.
Ifølge forvaltningslovens § 8 har enhver borger ret til en bisidder, som enten kan repræsentere vedkommende eller blot hjælpe med at huske, hvad der bliver talt om på mødet. Bisidderen kan også deltage i eventuelle forberedelser til mødet. Man kan selv vælge sin bisidder. Det kan være en ven, et familiemedlem eller andre som eksempelvis en frivillig fra f.eks. Sind, Ældre Sagen eller andre foreninger. Det kan også være en med særligt kendskab til området. Den pågældende myndighed kan dog kræve, at den person, der lader sig repræsentere af en bisidder, også selv deltager i mødet.
En bisidder arbejder frivilligt og har tavshedspligt, men er ikke sagsbehandler og kan ikke tage beslutninger på borgerens vegne. Bisidderen kan også kun få informationer om borgeren efter samtykke eller fuldmagt fra vedkommende.